# Yatedo
Yatedo est un moteur de recherche sémantique de personnes qui permet aux utilisateurs de retrouver et contacter n’importe qui via le web.

## Historique

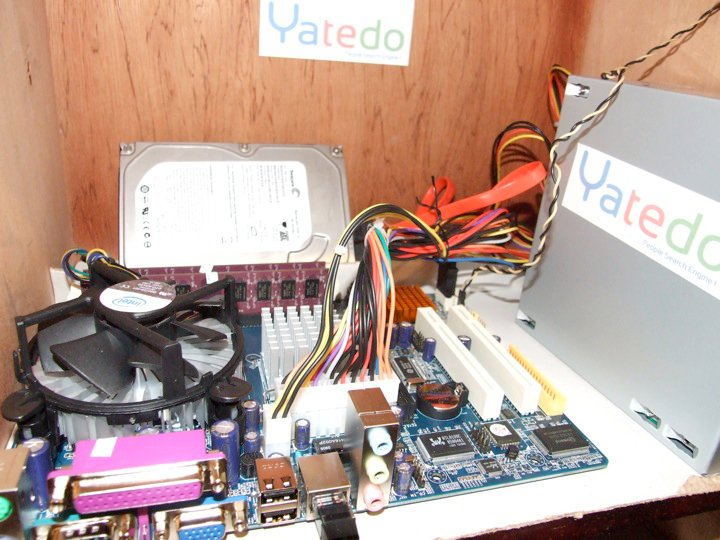
Premier serveur utilisé par Yatedo en 2009.

En 2007, Amyne Berrada et Saad Zniber, étudiants à Epitech, développent un moteur de recherche de personnes.
Le service est disponible en novembre 2009, en version bêta privée jusqu'en août 2010.[réf. nécessaire].
En avril 2012, Yatedo effectue sa première levée de fonds : 1,2 million d'euros auprès d'investisseurs français.[réf. nécessaire]
En 2014, le moteur de recherche est décliné en solution de sourcing dédiée aux recruteurs : Yatedo Talent qui extrait les infos sous forme de profils. Des indicateurs prédictifs, basés sur l'Intelligence Artificielle et le Big data, aident à la prise de décision, notamment quant au potentiel du candidat,.
En octobre 2015, une deuxième levée de fonds de 1,5 million d'euros est achevée auprès d'investisseurs français[source insuffisante].
En décembre 2016, une nouvelle levée de fonds de 2 millions d'euros est annoncée.
Début 2018, Yatedo intègre l'AI Factory de Microsoft, située à la Station F.
Le 4 novembre 2020, l'entreprise est placée en liquidation judiciaire.

## Cadre juridique

### Avertissement de la CNIL
Le 1er juin 2012, la CNIL adresse un avertissement au moteur de recherche en raison de différents manquements à la Loi informatique et libertés de 1978,. Précisément, Yatedo a manqué à son obligation de mise à jour des données ce qui a permis « la diffusion de données périmées, provoquant des préjudices d’image et de réputation aux personnes concernées ». En outre, l'entreprise n'a pas respecté le droit d'opposition. D'une part, pour exercer ce dernier, il était nécessaire de créer un compte alors même que l'on souhaitait ne plus apparaitre sur le site. D'autre part, quand bien même un individu peut accepter de divulguer certaines informations de façon publique sur un site, il n'a pas donné son accord pour que celles-ci se retrouvent agrégées sous forme de CV sur un autre site. Enfin, Yatedo est fustigé au regard de son défaut de coopération avec l'autorité administrative, notamment pour ne pas avoir déféré à une convocation envoyée à deux reprises en recommandé avec accusé de réception.
Quelques jours plus tard, l'entreprise publie un communiqué en se défendant : « Les principaux reproches de la CNIL concernent les mois d’activité où Yatedo n’avait ni structure légale, ni les moyens financiers pour garantir un fonctionnement optimal, tout ceci n’est donc plus d’actualité ».

### Requêtes en déréférencement sur Google
Le Rapport de transparence de 2014 publié par Google montre que Yatedo figure parmi les sites les plus concernés s'agissant des requêtes en déréférencement, venant de France, au titre du droit à l'oubli.